# لي وايلدر توماس
لي وايلدر توماس (بالإنجليزية: Lee Wilder Thomas)‏ هو شخصية أعمال أمريكي، ولد في 15 أغسطس 1873 في Fort Parker State Park ‏ في الولايات المتحدة، وتوفي في 11 أبريل 1953 في موسكوجي في الولايات المتحدة.